# Глубокий, Пётр Сергеевич
Пётр Сергеевич Глубокий (род. 9 января 1947, село Гордиенки, Сталинградская область) — российский оперный певец (бас), вокальный педагог, профессор Московской консерватории. Народный артист Российской Федерации (2001). Член Союза театральных деятелей.

## Биография
Родился в селе Гордиенки Сталинградской области (в настоящее время — Котовский район Волгоградской области). Поступил в Московскую консерваторию в класс Гуго Тица. По окончании консерватории в 1973 году стажировался в Большом театре, затем был включён в его оперную труппу. Дебютировал на сцене в роли в 1972 году в партии Бартоло («Севильский цирюльник» Россиини).
В качестве солиста Большого театра исполнил более 60 партий. В том числе в его репертуар вошли роли Собакина в «Царской невесте» Римского-Корсакова, Лепорелло в «Каменном госте» Даргомыжского, Пимена в «Борисе Годунове» Мусоргского, в операх Верди — великого инквизитора в «Доне Карлосе», Спарафучиля в «Риголетто» и Феррандо в «Трубадуре», Дона Альфонсо в «Так поступают все женщины» Моцарта, в операх Прокофьева — Мендозы в «Обручении в монастыре», Маршал Бертье в «Войне и мире».
Помимо работы в театре Пётр Глубокий выступает в концертах, исполняя около 500 произведений отечественных и зарубежных исполнителей. Наиболее богато представлено в его репертуаре творчество Михаила Глинки. Партнёрами певца становились многие известные исполнители, включая Елену Образцову, Тамару Милашкину, Галину Вишневскую, Тамару Синявскую, Галину Олейниченко, Ивана Козловского, Евгения Нестеренко, Марка Решетина, Александра Огнивцев, Владимира Атлантова и Артура Эйзена. Он работал с дирижёрами Борисом Хайкиным, Евгением Светлановым, Мстиславом Ростроповичем, Юрием Темиркановым, Владимиром Федосеевым и Фуатом Мансуровым.
Пение Петра Глубокого отличается высокой исполнительской культурой, мягкостью тембра и особой красотой. Как актёр, он по-своему трактует исполняемые роли, придавая характерам персонажей новое прочтение.

### Педагогическая деятельность
Преподавать начал в 1972 году в Музыкальном училище при Московской консерватории. Затем с 1988 года начал работу со студентами Государственного музыкально-педагогического института имени Гнесиных. В 1992 году был приглашён в Московскую консерваторию, где в 2002 году ему было присвоено звание профессора.
После 1991 года ведёт активную педагогическую деятельность за рубежом: вёл мастер-классы в Китае, Южной Корее, на Мальте и Кипре.
Ученики:
- лауреат Международного конкурса имени С. В. Рахманинова, солист Музыкального театра имени К. С. Станиславского и В. И. Немировича-Данченко Дмитрий Степано́вич[1][3][4];
- лауреат международных конкурсов, солист театра «Геликон-опера» Станислав Швец[5].

## Награды
- Народный артист Российской Федерации (2001) — за большие заслуги в области искусства[6].
- Заслуженный артист РСФСР (1991)[7].
- I премия Международного конкурса вокалистов в Тулузе (Франция, 1974)[2]
- IV премия Всесоюзного конкурса вокалистов имени М. И. Глинки и специальный диплом «За лучшее исполнение романсов М. И.Глинки» (1973)[2].